# Жено, Вивика
Ви́вика Жено́ (англ. Vivica Genaux, фр. Vivica Genaux [vi.vi.ka ʒe.no]; род. 10 июля 1969, Фэрбанкс, Аляска, США) — американская оперная певица (колоратурное меццо-сопрано).

## Биография
Отец — американец валлонского происхождения, профессор биохимии в Аляскинском университете в Фэрбанксе, мать — германошвейцарка, родилась в Мексике, здесь появилась на свет и одна из сестер Вивики.
Училась в Индианском университете в Блумингтоне у Николы Росси-Лемени и Вирджинии Зини, затем у Клаудии Пинца (дочери баса Эцио Пинца). Дебютировала комическими ролями в операх Россини (Розина в «Севильском цирюльнике», Изабелла в «Итальянке в Алжире», Анджелина в «Золушке»).
Роль Арминия в одноименной опере Генделя стала её первой барочной ролью, следом за которой она исполнила множество ролей в операх барокко, чаще всего — брючных (мужских). В 2009 году дала несколько концертов в Москве с оркестром Musica Viva.
Долгое время жила в Венеции, потом переехала в близлежащий город Мотта-ди-Ливенца (провинция Тревизо).

## Репертуар
Пела на сценах многих театров мира, участвовала в различных фестивалях оперной музыки.
Выступала в операх и кантатах Вивальди, Скарлатти, Порпоры, Галуппи, Глюка, Генделя, Хассе, Гайдна, Доницетти, Россини, Мендельсона, Мейербера, Амбруаза Тома, Хумпердинка, современных американских композиторов.
Исполнила ряд ролей в кино («Перелом» и др.), о ней снят документальный фильм «Голос с мороза» (2004).

## Записи
Среди дисков певицы наиболее известен альбом «Арии для Фаринелли», записанный ею в 2002 году с берлинским барочным оркестром «Академия старинной музыки» под управлением Рене Якобса (Harmonia Mindi, номинация на премию Грэмми).
- L'Atenaide (Теодосио) - Вивальди (2007)
- Гендель и Хассе Арии и кантаты (соло) (2006)

- Баязет (Ирэн) - Вивальди (2005)
- Ла Сантиссима Тринита (Теология) - Скарлатти (2004)
- Bel Canto Arias (соло) - Доницетти / Россини (2003)
- Ринальдо (ведущая роль) - Гендель (2003)
- Арии для Фаринелли (соло) - Разные исполнители (2002)
- Арминио (ведущая роль) - Гендель (2001)
- Вечер арий и песен (соло) - Разные исполнители (1999)